# La Pastoría, Hidalgo
La Pastoría är en ort i Mexiko.   Den ligger i kommunen Tulancingo de Bravo och delstaten Hidalgo, i den sydöstra delen av landet, 110 km nordost om huvudstaden Mexico City. La Pastoría ligger 2 247 meter över havet och antalet invånare är 230.
Terrängen runt La Pastoría är kuperad åt sydost, men åt nordväst är den platt. Runt La Pastoría är det ganska tätbefolkat, med 108 invånare per kvadratkilometer. Närmaste större samhälle är Tulancingo, 2,1 km väster om La Pastoría. I omgivningarna runt La Pastoría växer huvudsakligen savannskog.